# Jurij Sienkiewicz
Jurij Aleksandrowicz Sienkiewicz (ros. Юрий Александрович Сенкевич; 4 marca 1937 w Czojbalsan, zm. 23 sierpnia 2003 w Moskwie) – radziecki lekarz-fizjolog, naukowiec i podróżnik, prezenter telewizyjny, autor książek. 
Uczestnik przygotowań do lotów kosmicznych jako lekarz, oraz 12 Radzieckiej Ekspedycji Antarktycznej. Brał udział w wyprawach Ra i wyprawie Tygrys z Thorem Hayerdahlem. W Polsce ukazała się książka będąca relacją z ich wspólnych podróży Na RA przez Atlantyk, wydana przez Wydawnictwo Morskie w 1977 roku. Powstała ona na bazie dzienników prowadzonych podczas obydwu rejsów Ra. Pierwsze oryginalne wydanie w języku rosyjskim ukazało się w Leningradzie w 1973 roku.